# استاک‌آیلند (فلوریدا)
استاک‌آیلند (به انگلیسی: Stock Island) یک منطقهٔ مسکونی در ایالات متحده آمریکا است که در شهرستان مونرو، فلوریدا واقع شده‌است. استاک‌آیلند ۲٫۳ کیلومتر مربع مساحت و ۴٬۴۱۰ نفر جمعیت دارد و ۱ متر بالاتر از سطح دریا قرار دارد.